# Maniace
Maniace is een gemeente in de Italiaanse provincie Catania (regio Sicilië) en telt 3606 inwoners (31-12-2004). De oppervlakte bedraagt 35,9 km², de bevolkingsdichtheid is 100 inwoners per km².
Het plaatsje is genoemd naar de Byzantijnse veldheer Maniakes, die in 1038 een deel van Sicilië op de Arabieren veroverde.
Het Museum van Maniace bevindt zich in de voormalige abdij en kasteel Santa Maria.

## Geografie
De gemeente ligt op ongeveer 787 m boven zeeniveau.
Maniace grenst aan de volgende gemeenten: Bronte, Cesarò (ME), Longi (ME).
Aci Bonaccorsi · Aci Castello · Aci Catena · Aci Sant'Antonio · Acireale · Adrano · Belpasso · Biancavilla · Bronte · Calatabiano · Caltagirone · Camporotondo Etneo · Castel di Judica · Castiglione di Sicilia · Catania · Fiumefreddo di Sicilia · Giarre · Grammichele · Gravina di Catania · Licodia Eubea · Linguaglossa · Maletto · Maniace · Mascali · Mascalucia · Mazzarrone · Militello in Val di Catania · Milo · Mineo · Mirabella Imbaccari · Misterbianco · Motta Sant'Anastasia · Nicolosi · Palagonia · Paternò · Pedara · Piedimonte Etneo · Raddusa · Ragalna · Ramacca · Randazzo · Riposto · San Cono · San Giovanni la Punta · San Gregorio di Catania · San Michele di Ganzaria · San Pietro Clarenza · Sant'Agata li Battiati · Sant'Alfio · Santa Maria di Licodia · Santa Venerina · Scordia · Trecastagni · Tremestieri Etneo · Valverde · Viagrande · Vizzini · Zafferana Etnea
1. ↑  https://demo.istat.it/?l=it.